# Saint-André-de-Lidon
Saint-André-de-Lidon és un municipi francès situat al departament del Charente Marítim i a la regió de la Nova Aquitània. L'any 2007 tenia 897 habitants.

## Demografia

### Població
El 2007 la població de fet de Saint-André-de-Lidon era de 897 persones. Hi havia 366 famílies de les quals 84 eren unipersonals (44 homes vivint sols i 40 dones vivint soles), 131 parelles sense fills, 107 parelles amb fills i 44 famílies monoparentals amb fills.
La població ha evolucionat segons el següent gràfic:
Habitants censats

### Habitatges
El 2007 hi havia 508 habitatges, 366 eren l'habitatge principal de la família, 108 eren segones residències i 34 estaven desocupats. 494 eren cases i 10 eren apartaments. Dels 366 habitatges principals, 283 estaven ocupats pels seus propietaris, 73 estaven llogats i ocupats pels llogaters i 10 estaven cedits a títol gratuït; 4 tenien una cambra, 17 en tenien dues, 51 en tenien tres, 95 en tenien quatre i 199 en tenien cinc o més. 314 habitatges disposaven pel capbaix d'una plaça de pàrquing. A 178 habitatges hi havia un automòbil i a 154 n'hi havia dos o més.

### Piràmide de població
La piràmide de població per edats i sexe el 2009 era:
| Homes | Edats   | Dones |
| ----- | ------- | ----- |
| 0     | 95 o +  | 0     |
| 4     | 90 a 94 | 4     |
| 0     | 85 a 89 | 12    |
| 4     | 80 a 84 | 20    |
| 28    | 75 a 79 | 24    |
| 20    | 70 a 74 | 8     |
| 44    | 65 a 69 | 16    |
| 20    | 60 a 64 | 44    |
| 28    | 55 a 59 | 16    |
| 8     | 50 a 54 | 20    |
| 28    | 45 a 49 | 28    |
| 24    | 40 a 44 | 32    |
| 32    | 35 a 39 | 20    |
| 28    | 30 a 34 | 28    |
| 28    | 25 a 29 | 40    |
| 12    | 20 a 24 | 24    |
| 36    | 15 a 19 | 28    |
| 36    | 10 a 14 | 32    |
| 4     | 5 a 9   | 8     |
| 28    | 0 a 4   | 28    |

## Economia
El 2007 la població en edat de treballar era de 554 persones, 382 eren actives i 172 eren inactives. De les 382 persones actives 351 estaven ocupades (176 homes i 175 dones) i 31 estaven aturades (16 homes i 15 dones). De les 172 persones inactives 64 estaven jubilades, 38 estaven estudiant i 70 estaven classificades com a «altres inactius».

### Ingressos
El 2009 a Saint-André-de-Lidon hi havia 371 unitats fiscals que integraven 926,5 persones, la mediana anual d'ingressos fiscals per persona era de 15.107 €.

### Activitats econòmiques
Dels 48 establiments que hi havia el 2007, 2 eren d'empreses alimentàries, 3 d'empreses de fabricació d'altres productes industrials, 13 d'empreses de construcció, 14 d'empreses de comerç i reparació d'automòbils, 2 d'empreses de transport, 5 d'empreses d'hostatgeria i restauració, 1 d'una empresa financera, 1 d'una empresa immobiliària, 2 d'empreses de serveis, 1 d'una entitat de l'administració pública i 4 d'empreses classificades com a «altres activitats de serveis».
Dels 16 establiments de servei als particulars que hi havia el 2009, 3 eren tallers de reparació d'automòbils i de material agrícola, 4 paletes, 1 guixaire pintor, 2 fusteries, 2 lampisteries, 1 electricista, 2 perruqueries i 1 agència immobiliària.
Dels 2 establiments comercials que hi havia el 2009, 1 era una botiga de menys de 120 m² i 1 una fleca.
L'any 2000 a Saint-André-de-Lidon hi havia 40 explotacions agrícoles que ocupaven un total de 1.372 hectàrees.

## Equipaments sanitaris i escolars
El 2009 hi havia una escola elemental integrada dins d'un grup escolar amb les comunes properes formant una escola dispersa.

## Poblacions més properes
El següent diagrama mostra les poblacions més properes.